# Mschanez (Sambir)
Mschanez (ukrainisch Мшанець; russisch Мшанец, polnisch Mszaniec) ist ein Dorf im Südwesten der ukrainischen Oblast Lwiw mit etwa 150 Einwohnern (2025). Administrativ gehört Mschanez zur Landgemeinde Strilky im Westen des Rajon Sambir. Zuvor war es eine eigenständige Landratsgemeinde und lag bis 2020 im Rajon Staryj Sambir.
Das in der historischen Region Galizien gelegene Dorf wurde 1446 erstmals schriftlich erwähnt und in den Jahren 1904, 1907 und 1909 von Iwan Franko besucht, der hier bei der Organisation eines Lesesaals unterstützte. Im Dorf befindet sich unter anderem die Geburtskirche der Heiligen Jungfrau, ein griechisch-katholisches Kirchengebäude aus dem Jahr 1762.
Dies ist das am gründlichsten erforschte Dorf in historisch-ethnografischer Hinsicht nicht nur in der Ukraine, sondern in ganz Mittel- und Osteuropa, vor allem dank der Tätigkeit von Pater Mychajlo Zubryzkyj, der hier von 1883 bis 1914 als Seelsorger wirkte. Er verband den Dienst als Dorfpriester und Gemeindeaktivist mit umfangreicher wissenschaftlicher Arbeit über die Geschichte, Kultur und den Alltag des Dorfes und der umliegenden Region. Dabei zog er Iwan Franko, Wolodymyr Hnatjuk, Ilarion Swjentsizkyj und Fedir Wowk zu Feldforschungen in Mschanez hinzu. Auch die Historiker Mychajlo Hruschewskyj und Bohdan Barwinskyj erwähnten Mschanez in ihren Werken.

## Geographische Lage
Die Ortschaft liegt an der polnisch-ukrainischen Grenze in den Waldkarpaten auf einer Höhe von 519 m. Durch das Dorf fließt der Mschanez, ein 21 km langer, linker Nebenfluss des Dnister. Das Dorf befindet sich etwa 19 km westlich vom Gemeindezentrum Strilky, ca. 30 km südwestlich von Staryj Sambir, 50 km südwestlich vom Rajonzentrum Sambir und 120 km südwestlich vom Oblastzentrum Lwiw.

## Geschichte

### Epoche von Pater Zubryzkyj (1883–1914)
In den Jahren 1883 bis 1914 wirkte im Dorf der herausragende Wissenschaftler und Priester Pater Mychajlo Zubryzkyj als Seelsorger. Neben der Erforschung verschiedener Aspekte des Lebens, der spirituellen und materiellen Kultur der Bojken setzte er all seine Kräfte zielstrebig und beharrlich dafür ein, die politisch-rechtliche, wirtschaftliche sowie bildungs- und kulturpolitische Situation der Bauern zumindest teilweise zu verbessern. Seine jahrelange, gewaltige Arbeit folgte einem in der Geschichtsschreibung bekannten Muster: Gründung einer Schule mit ukrainischer Unterrichtssprache und eines Lesesaals der „Proswita“-Gesellschaft, Organisation einer Genossenschaft, geschickter Kampf gegen den Alkoholismus als Phänomen sowie gegen die Schenke usw.
Der Gelehrte kümmerte sich kontinuierlich um die Einführung fortschrittlicher Wirtschaftsformen in dieser Region: eine rationale Methode der Bodenbearbeitung und Fruchtfolge, die Zucht besserer Rindvieh- und Pferderassen, die Einrichtung eines genossenschaftlichen Handels, die Verbreitung neuer Handwerke usw. Ständig schützte er die Bauern vor der Willkür großer und kleiner Bürokraten, erklärte ihnen die geltenden Gesetze, verfasste Eingaben, Gesuche und Proteste, wodurch er mehr als einem Dutzend Hochlandbewohnern half, unverdiente Strafen oder materielle Schäden zu vermeiden.
Er erreichte die Eröffnung eines „Proswita“-Lesesaals in Mschanez am 28. Februar 1892 und führte dort selbst vielfältige Aktivitäten durch. Er sorgte auch für die Verbesserung der Bildung in anderen Bergdörfern. Er kämpfte gegen den Alkoholismus, machte sich dadurch viele Feinde, bewirkte jedoch praktisch eine Ernüchterung des Dorfes.
Zubryzkyj machte Mschanez zum ersten „bewussten“ ukrainischen Dorf in der Umgebung. Andere Dörfer erreichten dieses Bewusstseinsniveau erst später, während der polnischen Herrschaft.
Er führte eine aktive Kampagne gegen den Alkoholismus, ernüchterte das Dorf faktisch und machte sich dadurch Feinde – lokale jüdische Schankwirte.
Im Jahr 1894 stellte Zubryzkyj fest, dass die Menschen aufhörten, ihre Felder zu verkaufen (und umgekehrt, wer Geld hatte, versuchte, Land dazuzukaufen), dass sie nicht mehr wie früher beim Weihnachtssingen umherzogen und sich bewirten ließen, nur noch 2–4 Paten wählten (während sie früher bis zu zwanzig in die Kirche mitnahmen und offenbar alle mit Wodka bewirteten) und bei Mittagessen, Hochzeiten und Beerdigungen nicht einmal die Hälfte der früheren Menge an Wodka tranken.
Bis 1897 konnte sich Zubryzkyj damit rühmen, dass sich in Mschanez 500 Teilnehmer aus umliegenden Dörfern dreier Bezirke für politische und gesellschaftliche Agitation versammelten und dass das Dorf als erstes im Bezirk Staryj Sambir Ukrainisch als Sprache für die Kommunikation mit den Bezirksbehörden annahm.
Dank der Tätigkeit des Pfarrers stand in den 1920er- und 1930er-Jahren in Mschanez die Gesellschaft „Sitsch“ fest auf eigenen Beinen, deren aktive Mitglieder Kyrylo Pisnak (Vater des unterdrückten Künstlers aus Mschanez, Hryhorij Pisnak), sein Bruder Fedir und Hryhorij Hryzuna waren. Zu dieser Zeit teilten die Schüler von Pater Mychajlo, ihre Kinder und Enkel fast geschlossen die Ideen der Ukrainische Militärische Organisation und der Organisation Ukrainischer Nationalisten im ganzen Dorf.

#### Lesesaal „Proswita“ in Mschanez
Am 28. Februar 1892 wurde in Mschanez feierlich der Lesesaal der „Proswita“-Gesellschaft eröffnet, der zunächst kostenlos im „Jizba“ (Laden) von Omeljan Demjanowskyj, einem Nachbarn von Pater Mychajlo, untergebracht war. Es war die allererste „Proswita“ in der gesamten Region. Später wurden unter dem Einfluss von Pater M. Zubryzkyj und teilweise mit seiner Unterstützung ähnliche Lesesäle in den Nachbardörfern eröffnet: in Hrozjowa (2. April 1893), Mychniwzi (11. April 1893), Lawriw (1894), Limna (26. Juli 1901), Holowezko (1902) und Lypje (1902).
Erst 15 Jahre später, im Jahr 1907, wurde der Bau des Volkshauses in Mschanez abgeschlossen, wohin auch der Lesesaal verlegt wurde.
Die Mitglieder des Lesesaals trafen sich sonntags und an Feiertagen abends sowie samstags und vor Feiertagen abends, lasen Bücher und Zeitschriften (oft wurden ihnen Nachrichten oder Artikel von Pater Zubryzkyj oder später von seinem jüngeren Sohn Petro Zubryzkyj vorgelesen) und diskutierten anschließend verschiedene aktuelle Gemeindeangelegenheiten, sangen religiöse und weltliche Lieder. Einzelne Personen kamen auch an Wochentagen, um Bücher auszuleihen oder zurückzugeben.
Die Eröffnung des Lesesaals war nicht einfach, da die Bauern absichtlich mit hohen Mitgliedsbeiträgen und ähnlichen Lügen eingeschüchtert wurden. Gründungsmitglieder waren 35 Männer, die jeweils 50 Kreuzer beisteuerten (insgesamt kamen 14 Zloty und 50 Kreuzer zusammen). Im folgenden Jahr schlossen sich weitere 20 Männer an, aber der Mitgliedsbeitrag wurde auf 30 Kreuzer gesenkt. Nur 43 der 55 Mitglieder zahlten den Beitrag, sodass der Lesesaal im zweiten Jahr Einnahmen von 12 Zloty und 40 Kreuzer hatte.
Die Hauptausgaben in den ersten zwei Jahren gingen in die Abonnements von Zeitschriften („Batkiwsztschyna“, „Tschytalnja“, „Dobri Rady“, „Biblioteka dlja molodizhi“ aus Czernowitz, „Poslannyk“) und den Kauf von Büchern („Missionsbüchlein“), außerdem zwei Kalender von „Poslannyk“ und eine Karte von Rus-Ukraine.
In den ersten Jahren waren der Lesesaal und der dazugehörige Laden kostenlos im Privathaus von Emiljan Demjanowskyj untergebracht.
Die Mitglieder trafen sich sonntags und an Feiertagen sowie abends an Samstagen und vor Feiertagen. Einer der Mitglieder (meistens, wie Pater Zubryzkyj schreibt, der Vorsitzende oder der Schreiber) las Bücher und Zeitschriften vor, woraufhin verschiedene aktuelle Angelegenheiten diskutiert wurden. Manchmal wurden religiöse und weltliche Lieder gesungen.
Bis 1910 wuchs die Zahl der offiziellen Mitglieder kaum, jedoch war der Zutritt für Nichtmitglieder frei. Der Bericht von 1910 – der letzte im Archiv der Zentrale der „Proswita“-Gesellschaft erhaltene – nennt die Mitgliederzahl: 103 Männer, davon 73 schreibkundig, 28 analphabetisch.
Im Lesesaal gab es auch eine Karte von Rus-Ukraine, und 1889 kaufte Pater Zubryzkyj einen Globus, um die geografische Lage verschiedener Länder und wirtschaftliche Zusammenhänge anschaulich zu erklären.
Die beliebtesten Bücher waren „Bohdan Chmelnyzkyj“, „Abraham Lincoln“, „Staroruski opowidannja“, „Obraz honoru“, „Brazylijskyj harazd“, „Zabobony i worozhbyztwa“, „Kobzar“, „Talmud“, „Robinson Crusoe“, „Ruska tschtanka“, „Nasche lycholijte“ und viele andere. Von der Gründung bis 1908 stieg die Anzahl der Bücher in der Dorfbibliothek stetig von 48 auf 230 Exemplare. In den Berichten von 1909 und 1910 wird jedoch eine geringere Zahl angegeben – 137 bzw. 130. Warum dies geschah, ist unklar. Am meisten wurde laut erhaltenen Berichten im Jahr 1904 gelesen – 350 ausgeliehene Bücher.
In den ersten zwei Jahren zahlten die „Proswita“-Mitglieder Beiträge für den Erwerb von Literatur, später wurde jedoch alle Buch- und Zeitungsproduktion aus den Gewinnen des genossenschaftlichen Ladens finanziert, der bei der „Proswita“ betrieben wurde.
Später baute die Gemeinde für den Lesesaal ein eigenes Gebäude am Fluss gegenüber der Kirche, in dem sich heute das Museum namens Pater Mychajlo Zubryzkyj befindet. Laut Erzählungen der Alten legten Pater Zubryzkyj und Iwan Franko gemeinsam den Grundstein für das Gebäude.
Es gibt Erinnerungen von Einheimischen an eine Theatergruppe aus Mschanez im 20. Jahrhundert, die Aufführungen sowohl im hiesigen „Proswita“-Haus als auch in den umliegenden Dörfern veranstaltete.

#### Rus-Laden (Genossenschaftsladen bei „Proswita“)
Gegründet am 4. April 1892, befand sich der Laden im Haus des Bauern Omeljan Demjanowskyj und wurde von seinem Sohn Oleksandr betreut. Dank seines Engagements und seiner Opferbereitschaft verdoppelte sich der Umsatz des Ladens allein im ersten Jahr (für seine Mühen nahm er eine minimale Vergütung von 10 Zloty).
Alles begann damit, dass 16 Mitglieder jeweils 5 Zloty beisteuerten, womit Waren gekauft wurden, die im Dorf benötigt wurden: Leder für Schuhe, Petroleum, Schmiermittel, Zucker, Pfeffer, Seife, Schulutensilien. Das kaiserlich-königliche Bezirksamt in Staryj Mist (Staryj Sambir) erteilte dem Vorstand des Lesesaals eine Gewerbelizenz für den Verkauf gemischter Waren wie Salz und Petroleum.
Im ersten Jahr nahmen die Mitglieder den Gewinn nicht heraus, sondern ließen ihn für das nächste Jahr im Umlauf. 1893 schlossen sich 20 neue Mitglieder dem Laden an: sieben investierten je 10 Zloty, dreizehn je 5 Zloty. Somit belief sich die Gesamtsumme im zweiten Jahr auf 295 Zloty.
Das Sortiment wurde erweitert: Es wurden Eisenwaren gekauft – Töpfe, Meißel, Bohrer, Äxte, Hacken, Ahlen, Nadeln, Scheren – bei der Wiener Firma M. Ortony et Comp., Schweizer Tücher bei der Wiener Firma Carl Nachmas, Leinen bei Lörenc in Dych in Böhmen sowie zusätzliche Waren bei der „Narodna Torhiwlja“ (Volks-handel) in Sambir.
Außerdem erteilte die k.k. Bezirksfinanzdirektion in Sambir eine Trafik-Lizenz (Erlaubnis zum Tabakverkauf) auf den Namen des Vorsitzenden des Lesesaals mit Oleksandr Demjanowskyj als Stellvertreter. Die jährliche Pacht für die Trafik betrug 2 Zloty und 50 Kreuzer.
Der Laden wurde zum Hindernis für lokale Juden, die hohe Aufschläge auf verschiedene Waren verlangten und diese zudem illegal verkauften, ohne Gewerbelizenzen oder die Berechtigung zum Tabakverkauf zu besitzen.
Im Jahr 1894 bemerkte Pater Zubryzkyj, dass die Einheimischen den „Wert der Gemeinschaft“ noch nicht vollständig verstanden und einige sogar feindselig waren (aus Neid), dass ihre Mitdorfbewohner, die genauso waren wie sie, Geld verdienen konnten. Aus diesem Grund entwickelte sich der Laden nicht so erfolgreich, wie er hätte können.
Stand 1. April 1894:
- Für den Wareneinkauf wurden 1.291 Zloty und 87 Kreuzer ausgegeben,
- Im Jahr wurden 1.208 Zloty und 47 Kreuzer eingenommen;
- Davon standen 29 Zloty und 28 Kreuzer als Schulden im Dorf aus,
- Ausgaben für Transport, Briefe und die Bezahlung des Verwalters betrugen 89 Zloty und 24 Kreuzer.

Die Waren im Lager hatten einen Wert von 320 Zloty und 78 Kreuzer. Bargeld und Schulden beliefen sich auf 106 Zloty und 57 Kreuzer. Zusammen ergab dies 427 Zloty und 35 Kreuzer. Nach Abzug der 295 Zloty an Mitgliedsbeiträgen und der Zahlung von 23 Zloty und 20 Kreuzer an den Verwalter blieb ein Restbetrag von 109 Zloty und 15 Kreuzer, der „zur Verteilung unter den Mitgliedern des Ladens kam“.

#### Erste umfassende wissenschaftliche Expedition ukrainischer Ethnografen in die Bojkenregion (1904)
Im Jahr 1904 begann in Mschanez die erste umfassende wissenschaftliche Expedition ukrainischer Ethnografen unter der Leitung von Iwan Franko, Professor Fedir Wowk aus Paris und Zenon Kuzela, einem Studenten der Universität Wien. Sie verbrachten 10 Tage im Dorf, fotografierten und sammelten ethnografisches Material.
Initiator der Expedition war der österreichische Professor und Kurator der ethnografisch-anthropologischen Abteilung des Naturhistorischen Museums in Wien, Michael Haberlandt, der 400 Kronen für Reisekosten und den Ankauf von Exponaten für das Museum bereitstellte.
Speziell für diese Expedition kauften die Teilnehmer in Wien „eine kleine, aber gute Fotokamera von Herz in der neuesten Ausgabe, die uns auf der Reise sehr gute Dienste leistete“.
Während der Expedition wurden anthropologische Messungen durchgeführt, zunächst an der Familie von Pater Zubryzkyj, um den Dorfbewohnern zu zeigen, dass dies weder gefährlich noch unangemessen war. Auch Iwan Franko selbst wurde vermessen.
Im Jahr 1905 veröffentlichte Iwan Franko einen Bericht über diese Expedition in der deutschsprachigen Zeitschrift „Zeitschrift für österreichische Volkskunde“ (Jahrgang I–II, Heft, Wien 1905, S. 17–32; III–IV, S. 98–115) unter dem Titel „Ethnografische Expedition in die Bojkenregion“.
Der Reiseplan sah wie folgt aus: „Ausgangspunkt war für uns der kleine Bahnhof Ustrzyki an der Przemysl-Lupkow-Bahnlinie, von wo aus wir in das 20 km entfernte Dorf Mschanez (im Volksmund Pschenec genannt) reisten. Dort wurden wir herzlich empfangen und erhielten intelligente, aktive Unterstützung vom ukrainischen Priester Mychajlo Zubryzkyj – einem bedeutenden ukrainischen Historiker und Ethnografen, ordentliches Mitglied der Schewtschenko-Wissenschaftsgesellschaft und einem hervorragenden Kenner der westlichen Bergregion der Bojken (selbst ein Bojke von Geburt). Hier verbrachten wir 10 Tage. Es zeigte sich, dass die Wahl von Mschanez als erster Arbeitsstation unserer Expedition äußerst glücklich war, denn dieses Dorf liegt außerordentlich günstig – sowohl wegen der Bewahrung alter Merkmale in Kultur und Lebensweise als auch wegen seiner sehr lebhaften Handelsverbindungen mit den Huzulen im Osten und den Lemken im Westen (insbesondere durch den Handel mit lebenden Schafen). Es bildet eine Brücke zwischen diesen beiden ethnografischen Gruppen des ukrainischen Volkes, was ebenfalls Spuren in der lokalen Kultur hinterlassen hat. Hier wurde auch der Hauptbestand der Sammlung bojkenischer Objekte zusammengetragen, die nun Eigentum des Österreichischen Ethnografischen Museums sind und weiter unten genauer beschrieben werden“.
Wie sein Sohn Petro Zubryzkyj 1968 erinnerte, „konnten die Mschanezer die Bemühungen meines Vaters um ihre spirituelle und physische Erhebung nicht angemessen würdigen. Wer er für sie war, erkannten sie erst 2–3 Jahre nach seinem Weggang aus Mschanez. An meinem Vater bewahrheitete sich (scheinbar nicht zum letzten Mal) die alte evangelische These: ‚Kein Prophet ist in seinem Vaterland willkommen!“

#### Ethnografische Feldforschung und Besuche von Wissenschaftlern
Wiederholt besuchte Wolodymyr Hnatjuk, Sekretär der Schewtschenko-Wissenschaftsgesellschaft (NTSh) und bekannter Folklorist, Mschanez. Er wurde persönlich von Pater Zubryzkyj eingeladen, der argumentierte, dass die Mschanezer sich als Geistlichem ihm gegenüber schämen würden, „pikante Geschichten“ zu erzählen.
Im Frühjahr 1913 kaufte Mychajlo Zubryzkyj in der Bojkenregion 78 Gegenstände – Werkzeuge zur Verarbeitung von Flachs, Hanf und zum Weben von Leinen – und übergab sie dem Museum der NTSh in Lwiw („Chronik der NTSh“, Nr. 55).
Auch Ilarion Swjentsizkyj, Direktor des Nationalmuseums in Lwiw, besuchte Mschanez und nahm einige alte Ikonen aus der Kirche für das Museum mit.

#### Volksarchitektur und Bauzeremonien in Mschanez
Die umfassendsten Informationen dazu finden sich in der Arbeit von Tetjana Hoschtschyzka.
Ende des 19. Jahrhunderts gab es in Mschanez 182 Gehöfte, von denen 143 Gebäude dem Typ der „langen Häuser“ entsprachen, bei denen Wohn- und Wirtschaftsräume unter einem Dach vereint waren (manchmal bis zu 30 Meter lang, was durch die Wiederholung einiger Räume wie zwei Vorratskammern oder zwei Dreschplätze bedingt war; laut Aussagen älterer Bewohner war die Ursache dieser Bauweise die Schmalheit der Bauernparzellen).

### Unabhängigkeit (1991 – heute)
Anfang der 1990er Jahre hatte das totalitäre System all seine Ressourcen erschöpft, und die Sowjetunion zerfiel. Die Bauern unterstützten die Unabhängigkeit der Ukraine mit Begeisterung. Sowohl im administrativen als auch im wirtschaftlichen Bereich brach das kommunistische System hier sehr schnell zusammen.
Am 4. September 1991 wurde über der Kuppel der Werchowna Rada der Ukraine die erste blau-gelbe Flagge gehisst. Dieser Fahnenmast gehörte Mykhajlo Nahyna, einem Bewohner des Dorfes Mschanez [1][2].
Jedoch führten zahlreiche globale, landesweite und lokale Prozesse, die noch unvoreingenommen aus historiografischer Perspektive analysiert werden müssen, dazu, dass die umliegenden Dörfer in den letzten 30 Jahren an den Rand des Aussterbens gerieten: Abwanderung vieler junger Familien, zerstörte Infrastruktur, Schließung der Schule, drastischer Rückgang der Bevölkerung (zum Vergleich: In den 1980er Jahren besuchten 600–700 Schüler die Schule in Mschanez, während es in den 2020er Jahren nur noch 5 Schulkinder im Dorf gibt; insgesamt leben dort noch 140 Einwohner).
In den Jahren 2019–2020 wurde die Dezentralisierungsreform abgeschlossen, bei der einige politische Kräfte die größte vereinigte territoriale Gemeinde der Ukraine mit Zentrum in der Stadt Staryj Sambir schaffen wollten. Dies hätte äußerst negative Auswirkungen auf die weitere Existenz dieser Region gehabt (zum Beispiel beträgt die Entfernung von Haliwka nach Staryj Sambir 35 km). Daher mussten die Bewohner von 21 Dörfern um ihr Recht kämpfen, sich um Strilky zu vereinen. Am 25. Oktober 2020 fanden Kommunalwahlen statt, bei denen der Gemeinderat und der Vorsitzende der neu gegründeten Territorialgemeinde Strilky, Mykola Drozd, gewählt wurden.
Am 2. August 2022 wurde in Mschanez, wo 140 Menschen leben, offiziell eine Ausgabestelle der „Nova Poshta“ eröffnet.

#### Initiativen der NGO „Mahura“ und der religiösen Gemeinde Mschanez (seit 2018 bis heute)
Im Jahr 2019 begann die religiöse Gemeinde der Ukrainischen Griechisch-Katholischen Kirche (UGKK) des Dorfes Mschanez mit dem Bau ihres eigenen sozialen Unternehmens „Mschanezker Hütten“ – ein Sommerkomplex für christliche Sareptas, Jugendfreizeiten usw. Mit der Zeit entwickelte sich dieser zu einer Art Hub und Plattform für die Gemeindeentwicklung, auf deren Basis weitere soziale Initiativen gegründet und umgesetzt werden. In den Jahren 2019–2022 führten sie gemeinsam mit der Freiwilligeninitiative „Wir bauen die Ukraine zusammen“ Wohltätigkeitsaktionen in Mschanez durch.
Im Dezember 2020 und 2021 wurde mit Unterstützung der Nachbargemeinden erfolgreich ein origineller Online-Wohltätigkeitsmarkt „Weihnachtsleckerbissen aus Mschanez“ organisiert: Ein handgefertigter Beutel wurde mit einer Auswahl an umweltfreundlichen Produkten für das Heilige Abendessen gefüllt – Honig, Pilze, Nüsse, Bohnen, Knoblauch, Karpatentee u. a. Speziell für den Wohltätigkeitsmarkt wurde ein Musikvideo mit lokalen Kindern gedreht.
Im Jahr 2021 wurden eine Initiative-Gruppe und ein Künstlerischer Rat gegründet, die das Konzept für ein zukünftiges Kultur- und Bildungszentrum der Bojkenregion in Mschanez entwickeln. Dieses soll mehrere verschiedene Objekte umfassen, darunter den Lesesaal „Proswita“, ein Bojkenhaus, eine Kirche, ein zukünftiges Denkmal für Pater Mychajlo Zubryzkyj u. a. Dem Künstlerischen Rat gehören an: Pater Bohdan Prakh (Rektor der Ukrainische Katholische Universität, UKU), Frank Sysyn (Professor und Direktor des Peter-Jacyk-Zentrums für ukrainische Studien am Kanadischen Institut für Ukrainestudien der Universität Alberta), Bohdan Tycholoz (Direktor des Lwiwer Nationalen Literatur- und Gedenkmuseums Iwan Franko), Jaroslaw Hrytsak (Direktor des Instituts für historische Studien der Universität Lwiw), Marjana Dolynska (Professorin am Lehrstuhl für klassische, byzantinische und mittelalterliche Studien der UKU), Iwan Wowkanytsch (Arzt im kommunalen Krankenhaus „Tschervonohrad Stadtkrankenhaus“, gebürtig aus dem Dorf), Andrij Nimez (Vorsitzender der NGO „Gesellschaft ‚Bojkivschtschyna‘ (Lwiw)“).
Im Jahr 2022 organisierte die Gemeinde auf den „Mschanezker Hütten“ im Zusammenhang mit der großflächigen Invasion Russlands in die Ukraine elftägige Rehabilitationslager mit psychologischer Begleitung für Kinder und Jugendliche, die vom Krieg betroffen sind. Das autorengebundene Programm für psychokorrektive Übungen wurde von Olha Sentschyschyn entwickelt. Die Rehabilitation erfolgt in zwei Phasen: Trainings zu verschiedenen Themen („Selbstwertgefühl“, „Führung“, „Teamspiel“, „Aggression“, „Ängstlichkeit“, „Ängste“) sowie kunsttherapeutische Aktivitäten zur Freisetzung von Emotionen, die Kinder nicht in Worte fassen können. Es gibt auch Workshops zu Floristik, Decoupage, aktive Wanderungen in die Berge, Ausflüge zu Bauernhöfen usw. Die Rehabilitationslager wurden auch 2023 fortgesetzt, wobei auch Soldaten mit ihren Familien teilnahmen. Am 4. Juli wurde mit Teilnehmern des Rehabilitationslagers ein aufklärerisches Öko-Video „Putz die Karpaten sauber wie dein eigenes Zuhause“ gedreht, gewidmet dem verstorbenen Öko-Aktivisten und ukrainischen Aufklärer Roman Schuk.
Für zwei kinderreiche Binnenvertriebenenfamilien (IDP) aus Hostomel (Familie eines Soldaten) und der Region Sumy wurden in Mschanez mit Unterstützung der Ukrainischen Katholischen Universität und ausländischer Mäzene Häuser gekauft und übergeben. Im Jahr 2024 kaufte eine kinderreiche IDP-Familie, die im vergangenen Sommer an der Rehabilitation auf den „Mschanezker Hütten“ teilgenommen hatte, selbstständig ein Haus in Mschanez. Im April 2024 schenkte die religiöse Gemeinde der UGKK des Dorfes Mschanez die „alte Pfarrei“, die sich im Besitz der Kirche befand, einer weiteren kinderreichen Familie (8 Kinder, der älteste Sohn dient in den Streitkräften der Ukraine) aus der Region Donezk, die zuvor in Staryj Sambir und Holowezko lebte.
Insgesamt beteiligten sich die Gemeinden der Dörfer Mschanez, Ploske und Lopuschanka-Chomyna aktiv an der Bereitstellung temporärer Unterkünfte für IDP-Familien, die aufgrund der russischen Invasion fliehen mussten.
Im September 2021 und 2022 fanden auf den „Mschanezker Hütten“ Teambuilding-Events im Format von Freiwilligenarbeit für Erstsemesterstudenten der UKU statt.
Vom 2. bis 9. Oktober 2022 führten Redemptoristen-Mönche eine Heilige Mission in den Dörfern Mschanez, Haliwka und Ploske durch: Pater Myron Schewtschuk und Pater Witalij Oleschtschuk gemeinsam mit Schwester Anna-Marija Sobol und Schwester Olha Lozynska. Zum Abschluss wurde ein Missionskreuz auf dem Kirchgelände errichtet und geweiht.
Am 18. März fand in Mschanez und Ploske ein besonderer Kreuzweg statt, geleitet von Seminaristen der Lwiwer Geistlichen Seminarschule des Heiligen Geistes der UGKK, mit dem Anliegen des Sieges und des Friedens in der Ukraine sowie einer Spendensammlung für ein Fahrzeug für die Streitkräfte der Ukraine.
Im April 2023 wurde das neue Projekt „Freunde von Mschanez“ gestartet – eine ganz besondere Fundraising-Kampagne für diejenigen, die verschiedene kulturelle und sakral-künstlerische Projekte der Mschanez-Gemeinde unterstützen möchten. Monatliche Beiträge ab 50 UAH können über eine automatische Einrichtung in Bankensystemen wie „Privat24“, „Oschad24“ oder ähnlichen geleistet werden. Je nach Höhe des monatlichen Beitrags kann man „Freund“ (50 UAH), „Freund-Mäzen“ (100 UAH), „Freund-Botschafter“ (150 UAH) oder „Freund-Senator“ (200 UAH und mehr) werden und so ein vollwertiges Mitglied der Mschanez-Gemeinschaft werden, an gemeinsamen Entscheidungen mitwirken und Vorschläge zur Verbesserung der Gemeinde einbringen.
Ebenfalls in diesem Monat fand eine Freiwilligenaktion von Geschichtsstudenten der UKU statt, die zusammen mit Einheimischen alte österreichische Dachziegel reinigten, um das Dach des Museums von Pater Zubryzkyj (ehemaliges „Proswita“-Gebäude) neu zu decken. Die Dachziegel wurden durch eine Fundraising-Aktion in den Jahren 2022–2023 finanziert.
Vom 3. bis 18. August 2023 organisierte die deutsche Medien-NGO IDEM e.V. (Institut für Demokratie, Medien und Kulturaustausch) auf den „Mschanezker Hütten“ ein Medienkompetenzlager für Binnenvertriebene und lokale Aktivisten aus Gemeinden Westukrainas.
Im September 2023 begann die Umsetzung eines Pilotprojekts für die Jugend der Strilky-Gemeinde – „Schule der Wundertäter“: ein Kurs für informelles Lernen von Schülern und Studenten im Projektmanagement mit der Möglichkeit, von lokalen Unternehmern Finanzierungen für ein eigenes soziales Projekt für die Gemeinde zu gewinnen.
Im November 2023 führten freiwillige Studenten der UKU im Rahmen des Kurses „Dienst und Sprachpraxis“ eine Inventarisierung der Bücher aus der persönlichen Bibliothek eines UGKK-Priesters durch, der sie dem Museum von Pater Mychajlo Zubryzkyj in Mschanez überließ. Darunter befinden sich seltene Exemplare (z. B. eine lateinische Geschichte der UGKK).
Im Mai 2024 gewann die Dorfgemeinde den Wettbewerb „Stärkung der Kapazitäten von privaten Bauernhaushalten“ und erwarb einen neuen landwirtschaftlichen Traktor, der zu sozialen Preisen pflügt, kultiviert, mäht, harkt, Kartoffeln pflanzt und erntet und später auch Schnee von den Straßen räumen wird.

##### Kampf um die Straße Strilky-Mschanez („Bojken-Maidan“)
Im Januar 2018 begannen Aktivisten aus den Dörfern Mschanez, Haliwka, Holowezko und anderen eine aktive Kampagne für die Reparatur der 19 Kilometer langen Straße „Strilky-Mschanez“, die 11 Dörfer verbindet. Sie sammelten Unterschriften und übermittelten ein entsprechendes Schreiben an den Abgeordneten Andrij Lopuschanskyj, während sie parallel dazu Beschwerden über die Hotlines der Oblast und der Regierung einreichten. Dies brachte jedoch keine Ergebnisse, abgesehen von einer Aktion des damaligen Gouverneurs der Oblast Lwiw, Oleh Synjutka, der den damaligen kommissarischen Leiter der Bezirksverwaltung Staryj Sambir demonstrativ auf dieser Straße aus seinem Auto aussteigen ließ. Am 17. Juni 2018 veröffentlichte der örtliche Priester der Ukrainischen Griechisch-Katholischen Kirche (UGKK) zusammen mit Kindern einen satirischen Musikclip „Wasja, gib das Ruder“, über den die Journalisten des nationalen Fernsehsenders „1+1“ und von NTA berichteten. Danach wurde im Sommer ein Kilometer der Straße repariert.
Am 20. März 2019 drehten Pater Roman Hrom zusammen mit Kindern und dem Studenten Nazar Tytar eine Parodie auf das Lied „Plakala“ der Band Kazka: „Märchen auf der Straße“, die im Informationsraum eine wahre Sensation auslöste. Zusammen mit dem Video wurden zwei elektronische Petitionen über den „Kapitalumbau der Autostraße Mschanez-Strilky S141704“ veröffentlicht – eine an das Ministerkabinett der Ukraine (von den erforderlichen 25.000 Unterschriften wurden nur 1.126 gesammelt) und eine an den Regionalrat von Lwiw (die die erforderliche Anzahl von über tausend Unterschriften erreichte, aber nach der Prüfung nur eine formelle Absage erhielt). Der damalige Premierminister Wolodymyr Hrojsman kommentierte diesen Clip am 22. März 2019 live im Fernsehen.
Nach der Wahl eines neuen ukrainischen Präsidenten wurde Markijan Malskyj neuer Leiter der Oblast. Mehrere Monate lang versuchte eine Initiative-Gruppe vergeblich, einen Termin bei ihm zu bekommen. Daraufhin wurde am 5. August 2019 ein neuer satirischer Clip „Womit beginnt eine Straße…“ veröffentlicht, der erneut die Aufmerksamkeit der Öffentlichkeit auf sich zog.
Trotz des landesweiten Echos und der Versprechen von Beamten verschiedener Ebenen wurden im Jahr 2019 für den Kapitalumbau dieser Straße 0 Hrywnja und 0 Kopeken bereitgestellt. Dies führte zur ersten Protestaktion auf der internationalen Straße Lwiw-Uschhorod im Dorf Lopuschanka-Chomyna, die drei Tage lang ununterbrochen vom 29. September bis 1. Oktober 2019 andauerte. Die Aktion wurde von den Bewohnern der Dörfer Mschanez, Holowezko, Haliwka, Ploske, Hrozjowa, Wyziw, Ripjana, Dnistryk, Smeretschka, Hwozdez und Babyna organisiert. Infolgedessen begann die Erstellung der Projekt- und Kostenvoranschlagsdokumentation für 13 Kilometer dieser Straße (für die ersten 4 Kilometer, das sogenannte „schwarze Schotter“, gab es einst Asphalt, weshalb dieser Abschnitt jederzeit hätte repariert werden können). Außerdem wurde die Straße mit Kies aufgeschüttet und 1 Kilometer Entwässerungsgräben wurden vom örtlichen Straßenbauunternehmen („Turkiwskyj DEP“) für 100.000 Hrywnja aus dem Bezirksbudget angelegt.
Seit dem 14. Februar 2020, als Präsident Wolodymyr Selenskyj das Programm „Großer Bau“ ankündigte, versuchte die Initiative-Gruppe wiederholt und erfolglos, ein Treffen mit dem neuen Leiter der Lwiw ODA, Maksym Kosyzkyj, zu vereinbaren, um die Aufnahme dieser Straße in die Liste zu erwirken, da sie alle notwendigen Anforderungen erfüllte – sie verband die Hälfte der Strilky-Gemeinde (11 Dörfer) mit dem Bezirkskrankenhaus, der Schule, dem Gemeindezentrum usw. Der damalige stellvertretende Leiter der ODA, Taras Hren, versprach die Reparatur der ersten 4 Kilometer, die restlichen 13 Kilometer sollten nach Fertigstellung der Dokumentation folgen. Die ausführende Firma versprach zunächst, diese bis Anfang März, dann bis April, später bis Mai–Juni abzuschließen. Nach einem neuen Informationsskandal durch die Veröffentlichung eines weiteren Clips „Quarantäne forever…“ und einem kreativen Beitrag von Kindern aus Haliwka, die Kartoffeln auf der Straße pflanzten, wurde der Initiative-Gruppe mitgeteilt, dass die Fertigstellung der Dokumentation vor Dezember 2020 nicht möglich sei.
Vom 17. bis 22. Juni fand im Dorf Strilky eine zweite Protestaktion auf der Straße Lwiw-Uschhorod statt. Aufgrund der nicht eingehaltenen Versprechen der Behörden wurde die Protestaktion am 13. Juli wieder aufgenommen. Da die Behörden die dritte Protestaktion vollständig ignorierten, kündigten ab 0:00 Uhr am 14. Juli der örtliche UGKK-Priester Roman Hrom sowie drei Bewohnerinnen von Mschanez – Anna Hudz, Nadija Jaworska und Oksana Paraschtschak – ein Hungerstreik an, bis eine Lösung des Problems eingeleitet würde.
Am 15. Juli fuhr der Leiter der Lwiw ODA, Maksym Kozyzkyj, auf dem Weg zu einem Arbeitsbesuch nach Turka durch Strilky. Er wurde mit dem Lied „Krieger des Lichts“ empfangen, das zum inoffiziellen Hymn der Würde-Aktion auf der Straße oder des „Bojken-Maidan“ wurde. Nach einer einstündigen Unterredung wurde jedoch klar, dass den Dorfbewohnern keine konkrete Lösung angeboten werden konnte, weshalb sein Auto (in dem sich auch Wassyl Wikonskyj, damals Leiter der Nationalpolizei der Oblast Lwiw, befand) nicht weiterfahren durfte. Daraufhin verschwanden plötzlich alle Polizisten, die die friedliche Protestaktion bewacht hatten, und die neu angekommenen Polizisten begannen, gegen die Demonstranten vorzugehen. Am nächsten Tag widerstanden die Protestierenden aus 11 Dörfern dem Druck von Provokateuren, die Zelte zerstörten, Drohungen aussprachen, Fußgänger anfuhren und mehrfach versuchten, den Aktivisten polizeiliche Vorladungen vor Gericht zu überreichen.
Am 17. Juli 2020 wurde schließlich ein Kooperationsmemorandum zwischen dem Straßenbau-Departement der Lwiw Oblastverwaltung und Vertretern der lokalen Gemeinden unterzeichnet. Im Jahr 2020 wurde die Hälfte der Straße bereits asphaltiert, die Arbeiten wurden 2021 fortgesetzt. Bis Ende Herbst 2021 war fast die gesamte Straße mit einer einlagigen Asphaltdecke versehen, und einige Kilometer erhielten eine zweilagige Decke.
Ein erstes Ergebnis: Seit Sommer 2020 wird im Dorf Mschanez eine Ziegenfarm gebaut, auf der vor Ort Käseproduktion stattfinden wird.

## Interessante Fakten über das Dorf Mschanez
- Die zweitälteste ukrainische Ikone des „Jüngsten Gerichts“ wurde in den 1560er Jahren in Mschanez gemalt. Heute befindet sich dieses Denkmal herausragender künstlerischer Leistungen der ukrainischen sakralen Kunst im Nationalmuseum in Lwiw, benannt nach Andrej Scheptyzkyj.
- Im Jahr 1897 konnte Pater Zubryzkyj stolz darauf sein, dass sich in Mschanez 500 Teilnehmer aus den umliegenden Dörfern dreier Bezirke für politische und gesellschaftliche Agitation versammelten.[98]
- Den ganzen Winter 1897/98 war Wolodymyr Hnatiuk, Sekretär der Wissenschaftlichen Gesellschaft T. H. Schewtschenko (NTSh), Gast auf dem Pfarrhof von Pater Zubryzkyj in Mschanez. Er schrieb für den „Ethnographischen Sammelband“ Volkslieder, Sprichwörter und Bräuche auf. Mschanez war einer der wichtigsten Punkte seiner Sammelarbeit in Galizien.[99]
- Mschanez war das erste Dorf im Bezirk Staryj Sambir, das Ukrainisch als Kommunikationssprache mit den Bezirksbehörden einführte.[100]
- Die Kolyada „Über die Heilige Sophia in Kyjiw“, die Pater Mychajlo Zubryzkyj 1884 vom Hausherrn Mychajlo Olischak Terletzkyj aufzeichnete, wurde nicht nur Gegenstand einer internationalen wissenschaftlichen Diskussion zwischen Iwan Franko und dem Akademiker der Petersburger Akademie der Wissenschaften Oleksandr Weselowskyj, sondern auch ein Beweis für „die im Folklore widergespiegelte oder verschlüsselte Bewusstheit der ethnokulturellen Einheit des ukrainischen Volkes über den gesamten Raum seiner Ansiedlung hinweg, insbesondere auch in den karpatischen Tiefen“.
- Ein interessanter und aufschlussreicher Vorfall ereignete sich nach den Wahlen am 17. Dezember 1900. Bis dahin machten die Bewohner von Bilytschi bei Staryj Sambir auf dem Weg zum Markt in Lutowyska (wo sie Schafwollstoffe und Zwiebeln verkauften, Schafe kauften und weiterverkauften) in Mschanez Halt für die Nacht. Die örtlichen Bauern boten ihnen Abendessen, bereiteten Betten und kochten morgens Frühstück. Doch als die Wähler aus Bilytschi am 17. Dezember 1900 für Gizowski (offensichtlich ein Konkurrent von Pater Zubryzkyj) stimmten und ihre Stimme für 1–4 Kronen verkauften, nahmen die Mschanezer fortan niemanden aus Bilytschi mehr über Nacht auf und erklärten ihnen deutlich den Grund: das „Schweineverhalten“ ihrer Wähler (damals gab es kein allgemeines Wahlrecht, daher waren die meisten Bauern keine Wähler).
- 1904 begann in Mschanez die erste umfassende wissenschaftliche Expedition ukrainischer Ethnografen unter der Leitung von Iwan Franko, Professor Fedir Wowk aus Paris und dem Universitätsstudenten Zenon Kuzela aus Wien. Sie verbrachten 10 Tage im Dorf, fotografierten und sammelten ethnografisches Material.[101] Für diese Expedition kauften sie eigens in Wien „einen Fotoapparat mit Hertz der neuesten Edition“.[102]
- Exponate aus Mschanez befinden sich in Museen in Basel und Wien.
- Im Frühjahr 1913 übergab Pater Zubryzkyj 78 Exponate aus der Bojkiw-Schyna (Werkzeuge zur Verarbeitung von Flachs, Hanf und Weberei) dem Museum der NTSh in Lwiw.
- Auch der Direktor des Nationalmuseums in Lwiw, Ilarion Swjentsizkyj, besuchte Mschanez und nahm einige alte Ikonen aus der Kirche mit ins Museum.
- Als in der Sowjetzeit das Iwan-Franko-Museum in Nahujewytschi gegründet wurde, wurden die meisten Gegenstände (Spiegel, Krüge usw.) aus Mschanez und Ploske erworben.
- Seinen 48. Geburtstag „feierte“ Iwan Franko während dieser Expedition 1904 in Mschanez. Übrigens wurden während der Expedition anthropologische Messungen durchgeführt, und wie Zenon Kuzela berichtet, wurde auch Franko vermessen: „Und Wowk verkündete mit großer Freude, dass Frankos Kopf rein ukrainisch ist (vermutlich mit einem Index um 85) und deutlich runder als der Durchschnitt bei Ukrainern“.[103]
- Ebenfalls auf dem Pfarrhof von Pater Zubryzkyj begann Iwan Franko seine Arbeit an „Heimat“ – „diese Erzählung, geschrieben in den Sommermonaten des Jahres 1904, während eines Ferienaufenthalts in den Bergdörfern Mschanez im Bezirk Staryj Sambir und Dydjowa im Bezirk Turka…“. Darüber hinaus vollendete er in diesen 10 Tagen in Mschanez auch eine Rezension „Ost-West-Missverständnisse“ zu Pideschis Buch „Wostok i Sapad“, bereitete eine Antwort auf eine Veröffentlichung über seine Habilitation in der „Ruthenischen Revue“ vor, begann und beendete die Korrektur einiger literarischer Werke anderer Autoren, ruhte sich aus, ging in Mschanez fischen und sammelte Pilze in den umliegenden Wäldern.
- Ein einzigartiges Profilfoto von Iwan Franko wurde genau während der Expedition 1904 in Mschanez aufgenommen (einzigartig, da alle anderen bekannten Fotos von Iwan Franko en face sind).
- Den Grundstein für das Haus der „Proswita“ (Aufklärungsgesellschaft) in Mschanez legten Pater Mychajlo Zubryzkyj gemeinsam mit Iwan Franko. Die „Proswita“ war ebenfalls einzigartig: Bei ihr gab es einen ukrainischen Laden, der den Bauern selbst gehörte. Mit den Einnahmen aus dem Verkauf wurden jährlich Bücher, Zeitschriften und Zeitungen gekauft. Heute befindet sich in diesem Gebäude ein nicht mehr aktives Museum, benannt nach Pater Mychajlo Zubryzkyj.
- Es gibt Hinweise darauf, dass während des Untergrundkampfes im Dorf ein Versteck-Leseraum organisiert wurde, in den die Dorfbewohner Bücher brachten. Für das Verstecken dieser Bücher drohten ihnen reale Haftstrafen und Verbannung nach Sibirien.
- Die erste blau-gelbe Flagge, die am 4. September 1991 über der Werchowna Rada der Ukraine gehisst wurde, stammte aus Mschanez. Es gibt historisches Videomaterial von diesem Hissen.[104]
- Im Schewtschenkiwskyj Haj in Lwiw steht ein Haus aus dem Dorf Mschanez – ein Denkmal der Architektur (Geschichte), erbaut im Jahr 1920. Es handelt sich um den einfachsten Typ eines geschlossenen Hofes. Der Blockbau des Wohnraums (Anfang des 20. Jahrhunderts) ist mittels eines Dreschplatzes („Bojiska“) mit dem Blockbau des Stalls (Ende des 19. Jahrhunderts) verbunden. Der Dreschplatz dient gleichzeitig als Vorraum. Entlang der Rückwand befindet sich ein Anbau („Zahata“). Im Westen der Bojkiwszczyna hatten solche Grundrisse temporäre Behausungen. Das Gebäude wurde 1975 im Museum rekonstruiert.[105]
- Vom 22. bis 24. August 2021 kamen die Initiatorinnen des Projekts „Old Khata Project“, Switlana Oslawska und Anna Iltschenko, in die Dörfer Mschanez, Haliwka und Ploske, um die ältesten Häuser dieser Dörfer in einen allukrainischen Katalog traditioneller Häuser als Beispiele für Bojki-Häuser aufzunehmen.[106]
- Am 26. September 2021 wurde im Dorf Mschanez das Festival „Zu Gast bei den Bojki und Pater Mychajlo Subryzkyj“ organisiert, zum Gedenken an den berühmten Pfarrer dieses Dorfes. Das Festival besuchten 3000 Touristen.
- Am 26. November 2021 beeindruckten Vertreter der Territorialgemeinde Strilky auf dem Gelände des Pfarrlagers „Mschanezker Hütten“ alle mit der Aufführung des Liedes „Unser Vater Bandera“.[107][108]
- Am 13. Januar 2024 fand auf den „Mschanezker Hütten“ ein Treffen aller Teilnehmer der Aktion „Weihnachtsvögel“ statt, bei dem ein ukrainischer Rekord für die massenhafteste Aufführung des Weihnachtsliedes „Dort in Bachmut“ durch Krippenspiele in der Ukraine und im Ausland mit einem Weihnachtsstern aufgestellt wurde. An dem Rekord beteiligten sich 105 Krippenspiele, Chöre und Gruppen mit insgesamt 1259 Personen.

## Musikvideos über Mschanez
- Wasja, gib das Ruder oder „Wie die Schüler nach Hause schwimmen…“. 17. Juni 2018.
- Plakala: Märchen auf der Straße. 20. März 2019.
- Womit beginnt eine Straße…. 5. August 2019.
- Quarantäne forever. 30. Mai 2020.
- Die Geschichte eines Pantoffels. 3. Juli 2020.
- Krieger des Lichts. Ein musikalischer Appell vom 13. Juli 2020 an den Präsidenten der Ukraine, Wolodymyr Selenskyj, und den Leiter der Oblastverwaltung Lwiw, Maksym Kozyzkyj, während einer Protestaktion auf der internationalen Straße H13 Lwiw-Uschhorod mit der Forderung nach einer umfassenden Reparatur der 17 Kilometer langen Straße „Strilky-Mschanez“, die 11 Dörfer verbindet.
- Weihnachtsleckerbissen aus Mschanez. 26. Dezember 2020.
- Mschanezker Hütten. Iryna Sawula, 26. September 2021.
- Wiktor Wynnyk und MERI laden zum Festival ein. Wiktor Wynnyk, 5. September 2021.
- Kapitalreparatur der Autostraße S141704 Mschanez-Strilky. Schljachowyk-T, 12. November 2021.
- „Ghetto“: Rap über die 5-km-Grenzzone. 21. Juni 2024.

### Musikvideos, die in Mschanez gedreht wurden
- „Oh, Mama, ich liebe Hryz“. Ukrainische Jugend für Christus (Dorf Biskowytschi), 17. August 2021.
- „Junger Adler“. Ukrainische Jugend für Christus (Dorf Biskowytschi), 17. August 2021.
- „What is Sarepta“. Ukrainische Jugend für Christus (Dorf Biskowytschi), 19. August 2021.
- Auftritte von Musikgruppen beim Festival „Zu Gast bei den Bojken und Pater Mychajlo Zubryzkyj“.[109] 26. September 2021.
- XIV. Festival „Polehojky, Bojky! Mschanezker Hütten“.[110] 8. November 2022.
- „Unser Vater Bandera“. Territorialgemeinde Strilky (patriotischer allukrainischer Flashmob), 26. November 2021.
- „Putz die Karpaten sauber wie dein eigenes Zuhause“, gewidmet dem Gedenken an Roman Zhuk. Territorialgemeinde Strilky, 4. Juli 2022.

## Söhne und Töchter der Ortschaft
- Vater Mychajlo Subryzkyj (о. Михайло Зубрицький; 1856–1919), griechisch-katholischer Priester, langjähriger Pfarrer des Dorfes Mschanez (1883-1914), ukrainischer Ethnograf, Folklorist, Historiker (er begründete Strömungen wie die „mündliche Geschichte“ und teilweise die „Mikrogeschichte“), Gemeinschaftsaktivist (einschließlich der lokalen Selbstverwaltung der Westukrainischen Volksrepublik), Publizist, ordentliches Mitglied der Wissenschaftlichen Gesellschaft Schewtschenko.
- Frank Edward Sysyn (ukrainisch Франк Едвард Сисин; * 27. Dezember 1946 in Passaic, New Jersey, Vereinigte Staaten) ist ein US-amerikanischer und kanadischer Historiker, Organisator der Wissenschaft, Übersetzer und Spezialist für die Geschichte der Ukraine.
- Andrij Woloschtschak (Андрій Васильович Волощак; 1890–1973), sowjetischer Dichter des Symbolismus, später des Realismus.

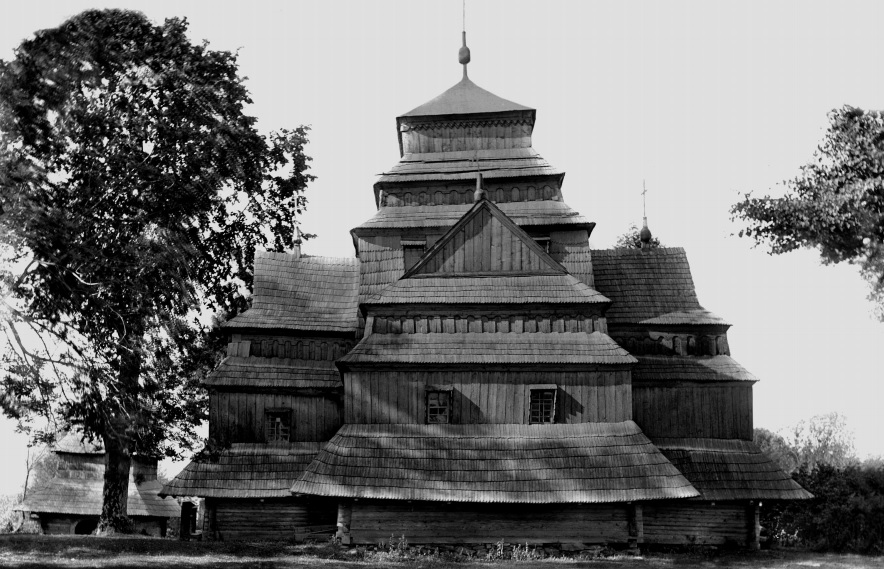
Geburtskirche der Heiligen Jungfrau 1913
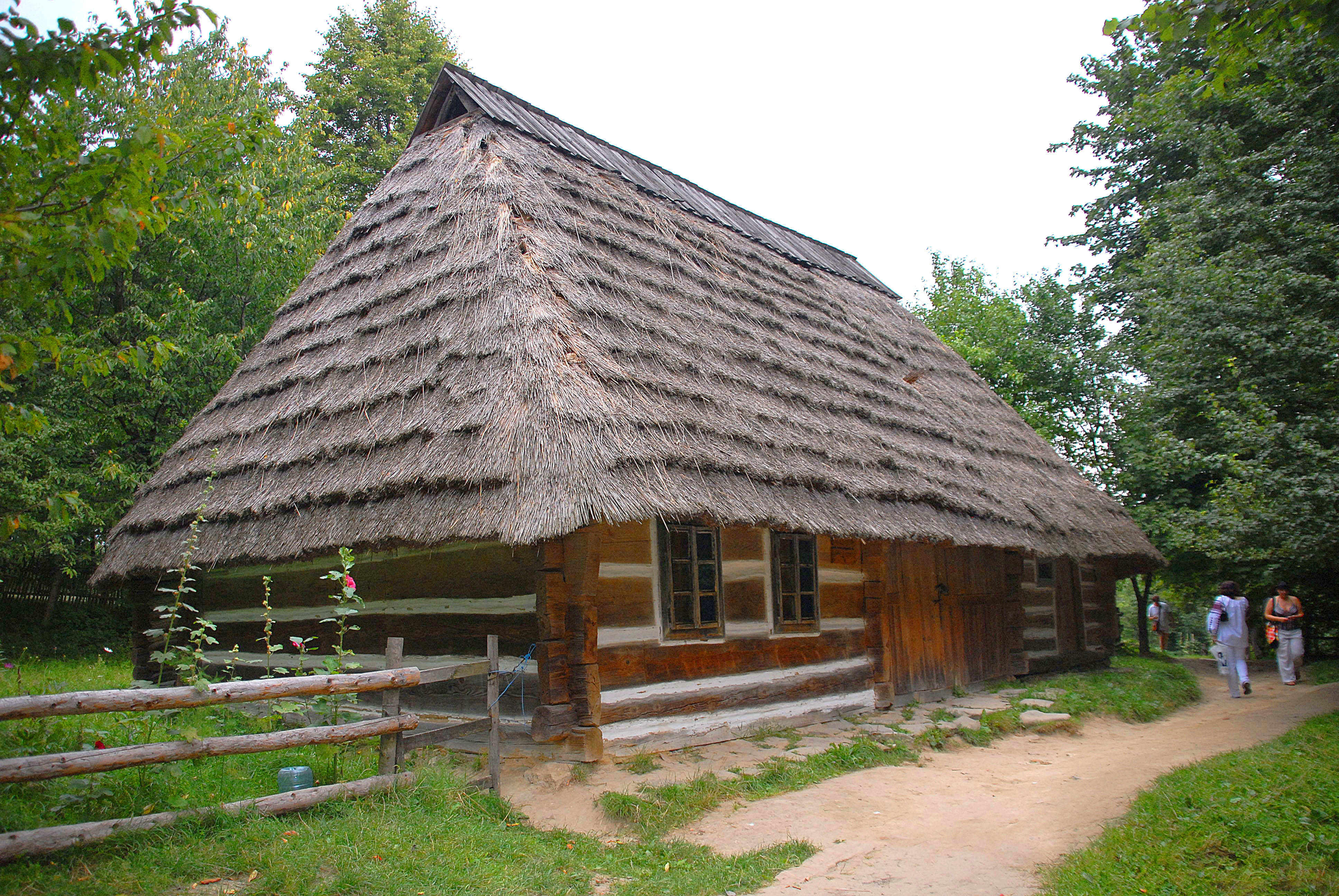
Denkmalgeschütztes Holzhaus in Mschanez
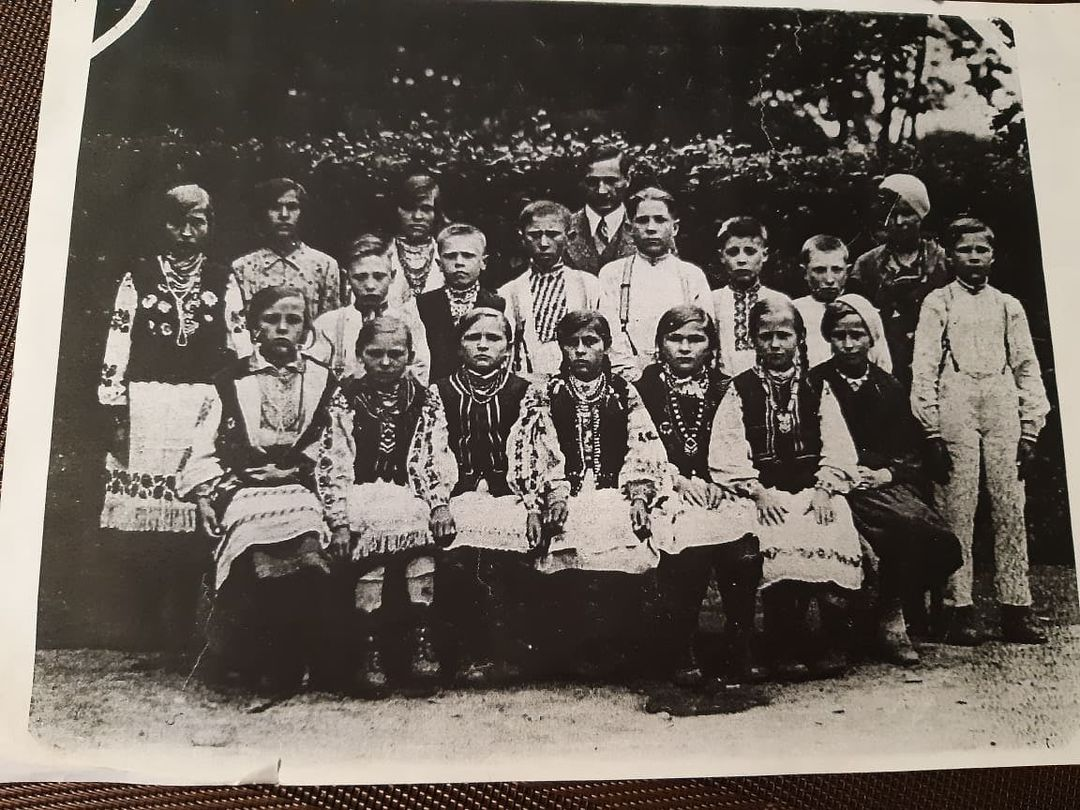
Mschanez-Schüler der 1930er Jahre
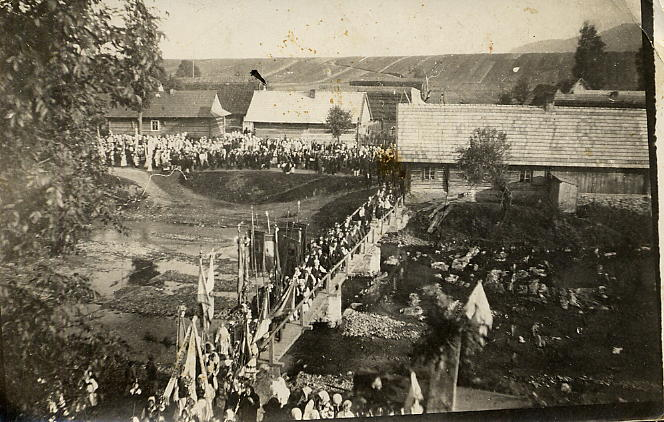
Dorf Mschanez, 1928
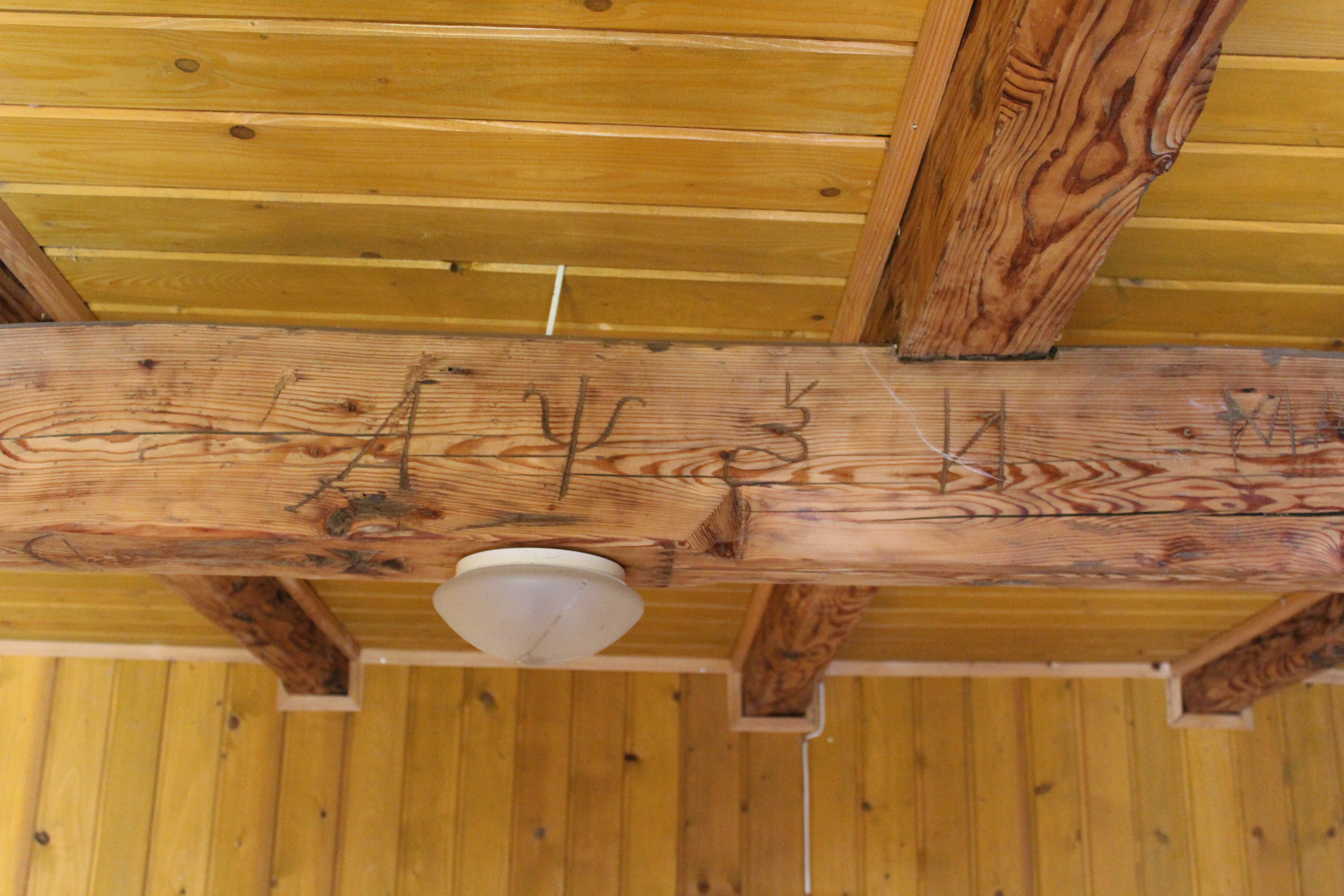
Balken im zweistöckigen Glockenturm der Kirche der Geburt der Allerheiligsten Jungfrau Maria im Dorf Mschanez. Ukrainische Griechisch-Katholische Kirche. Eingravierte Inschrift: „Im Jahre Gottes 1768, Meister Wassyl Schewak“
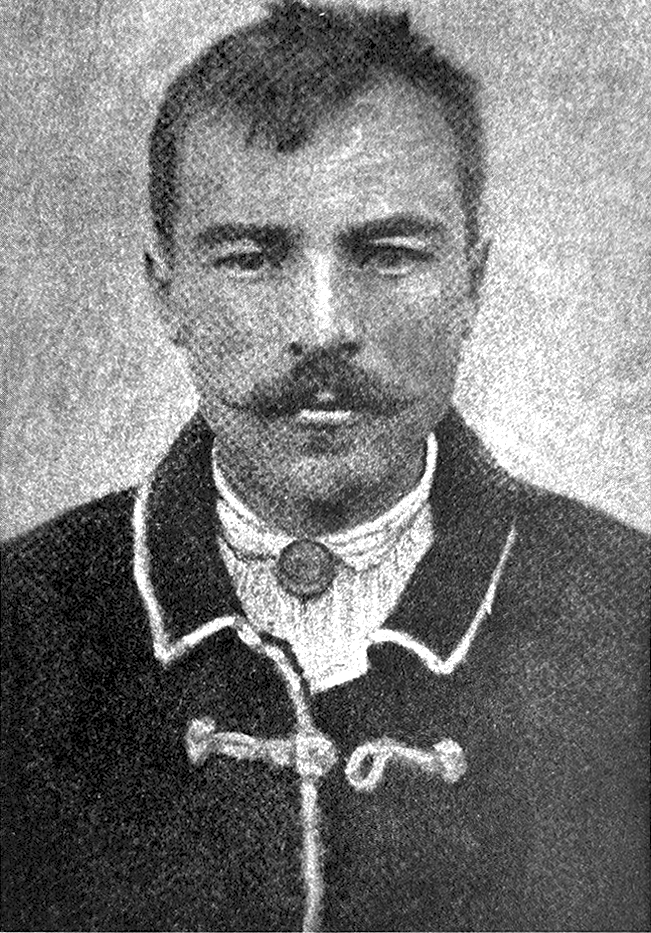
Junger Mann aus Mschanez in einem Leibchen mit Ärmeln.
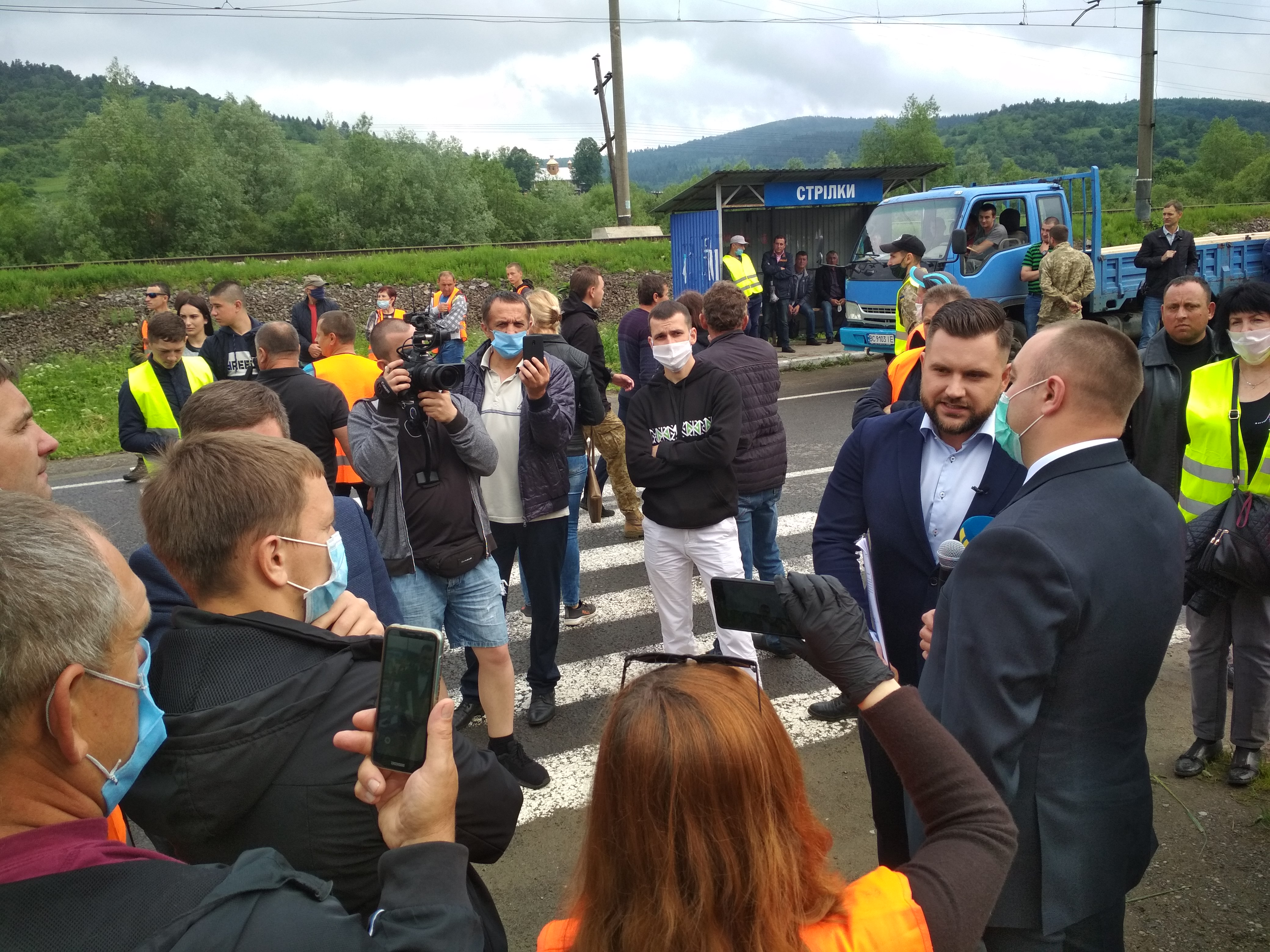
Aktion mit der Forderung nach einer umfassenden Reparatur der Straße Strilky-Mschanez, 17. Juni 2020
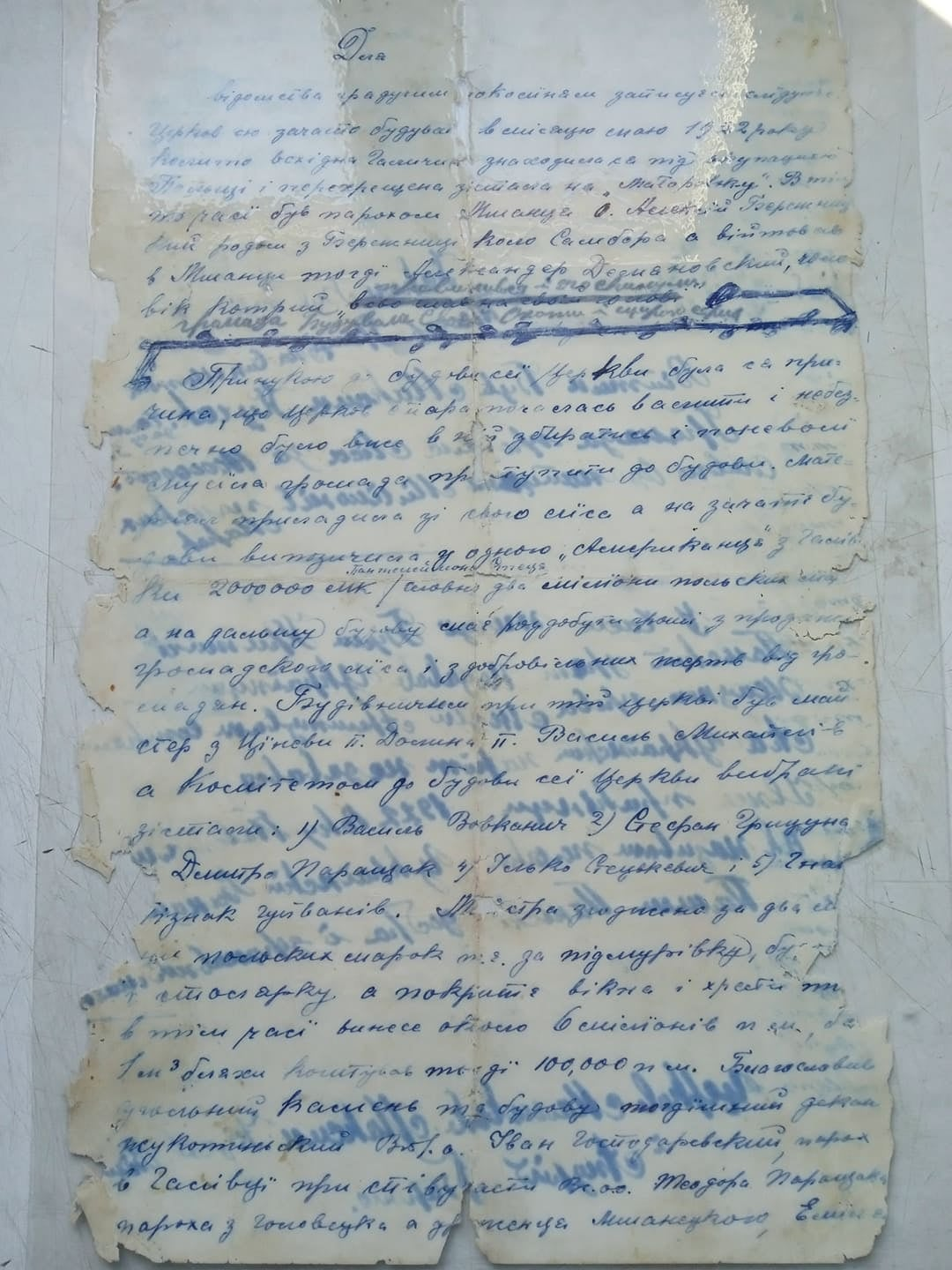
Notiz an die zukünftigen Generationen von Mschanez über den Bau der Kirche im Jahr 1922
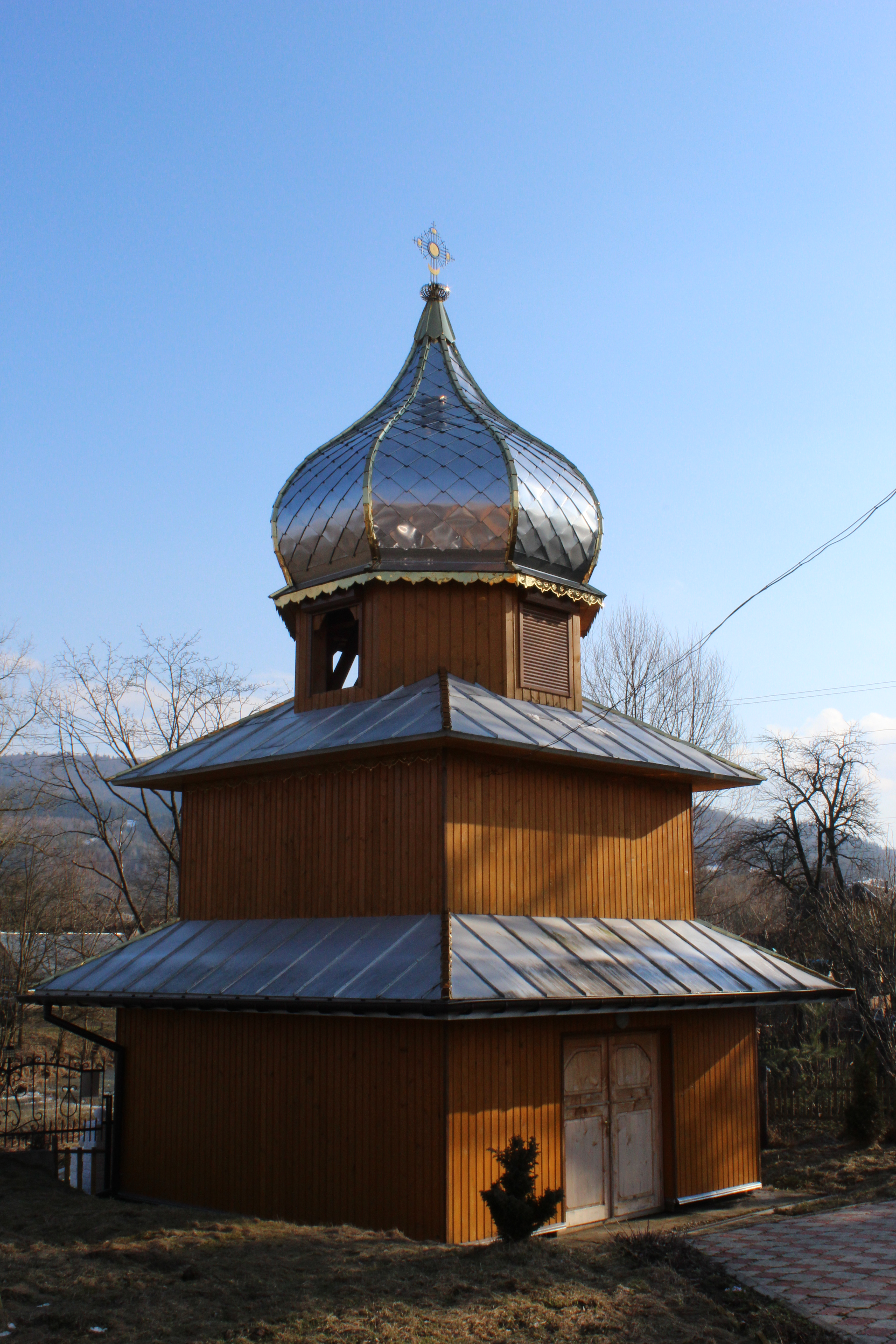
Zweistöckiger hölzerner Glockenturm von 1768 im Dorf Mschanez – ein Denkmal der Architektur von lokaler Bedeutung.
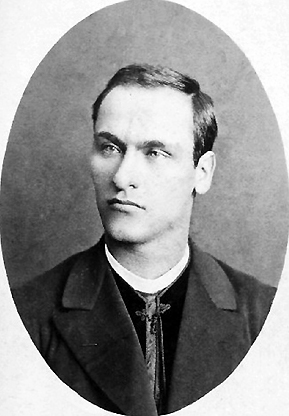
Vater Mychajlo Subryzkyj (1856-1919), griechisch-katholischer Priester, langjähriger Pfarrer des Dorfes Mschanez (1883-1914).
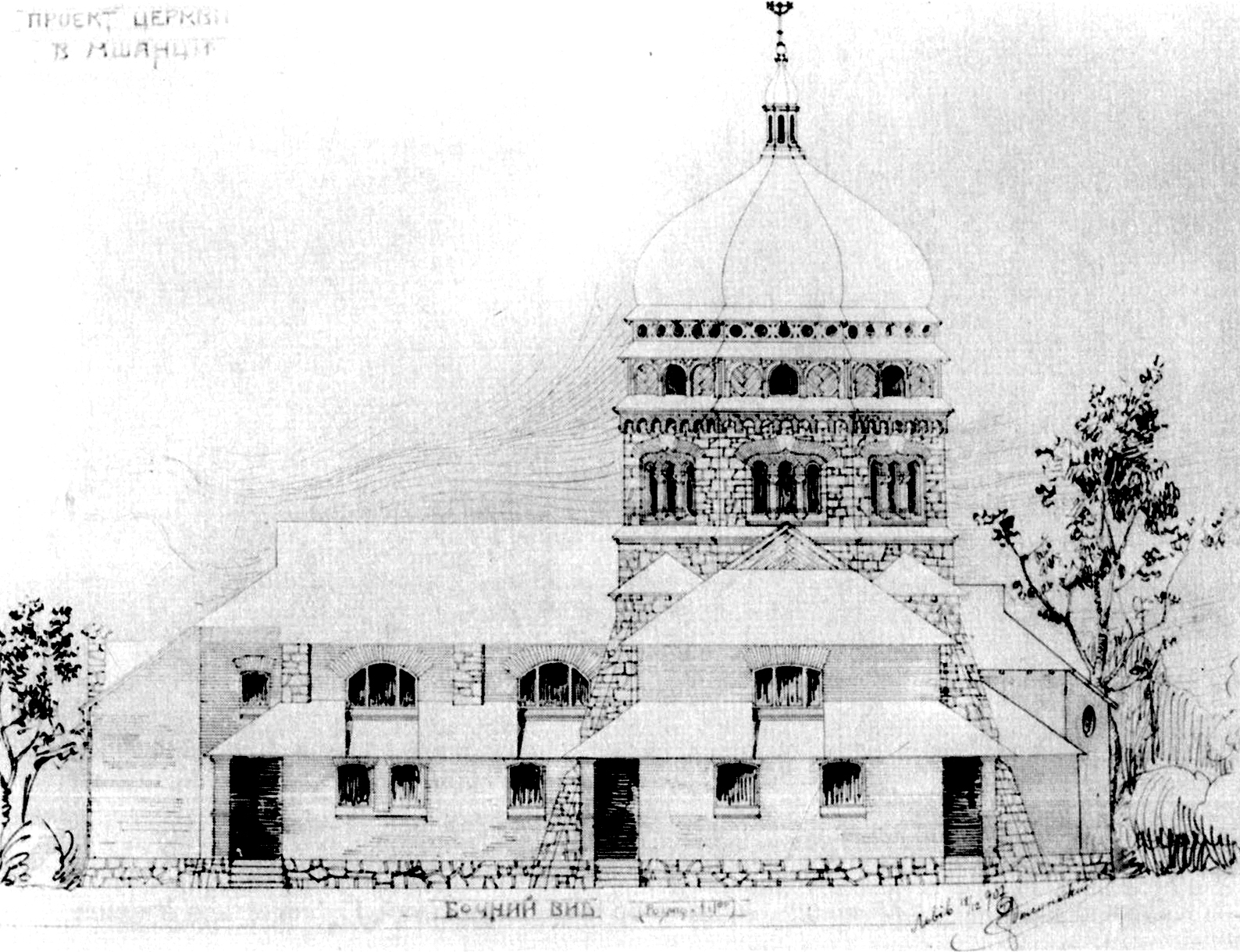
Nicht verwirklichtes Projekt einer Kirche im Dorf Mschanez im Bezirk Starosambir. Architekt Iwan Dolynskyj (1852–1916).
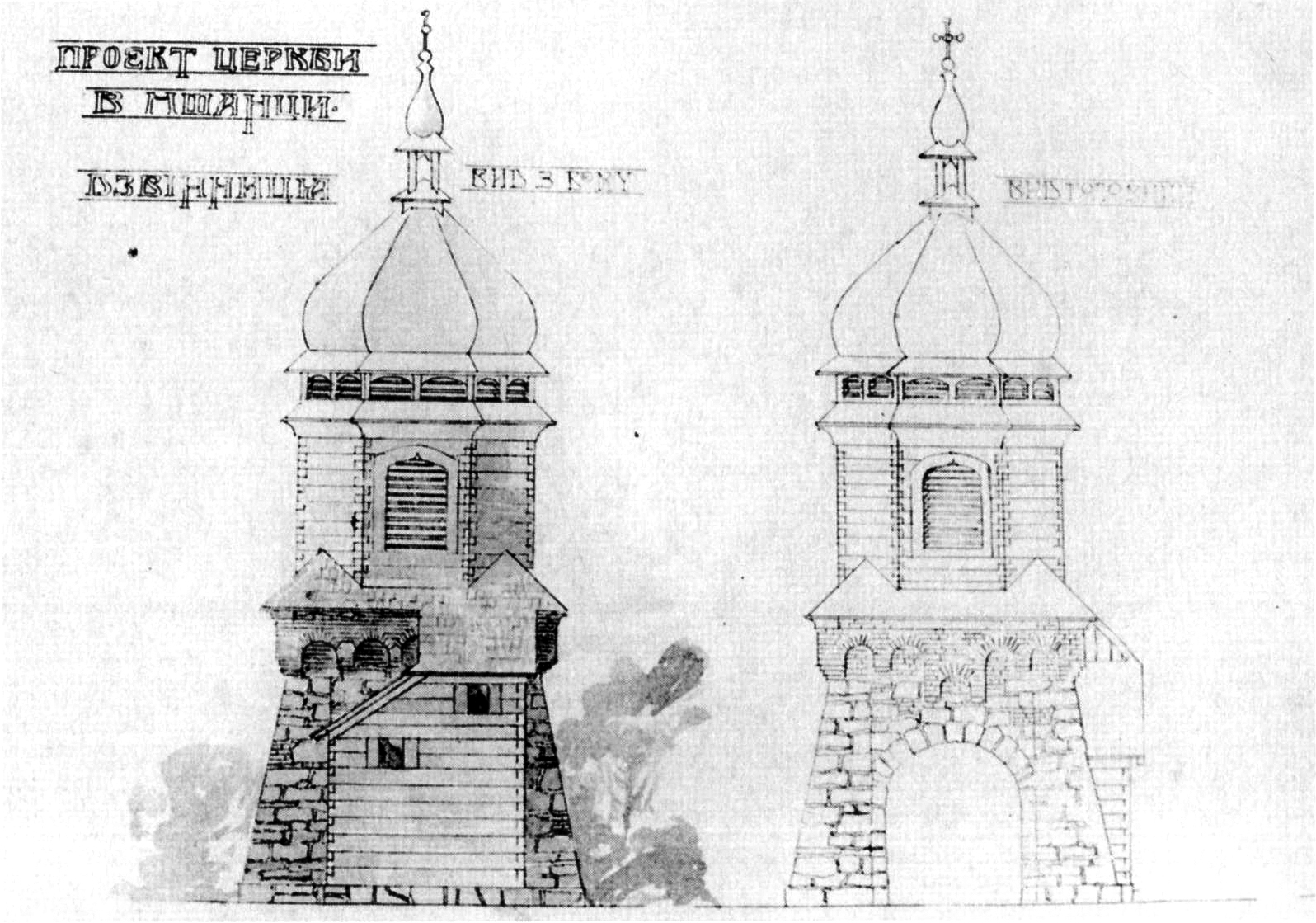
Nicht verwirklichtes Projekt eines Glockenturms der Kirche im Dorf Mschanez im Bezirk Staryj Sambir. Architekt Iwan Dolynskyj (1852–1916).
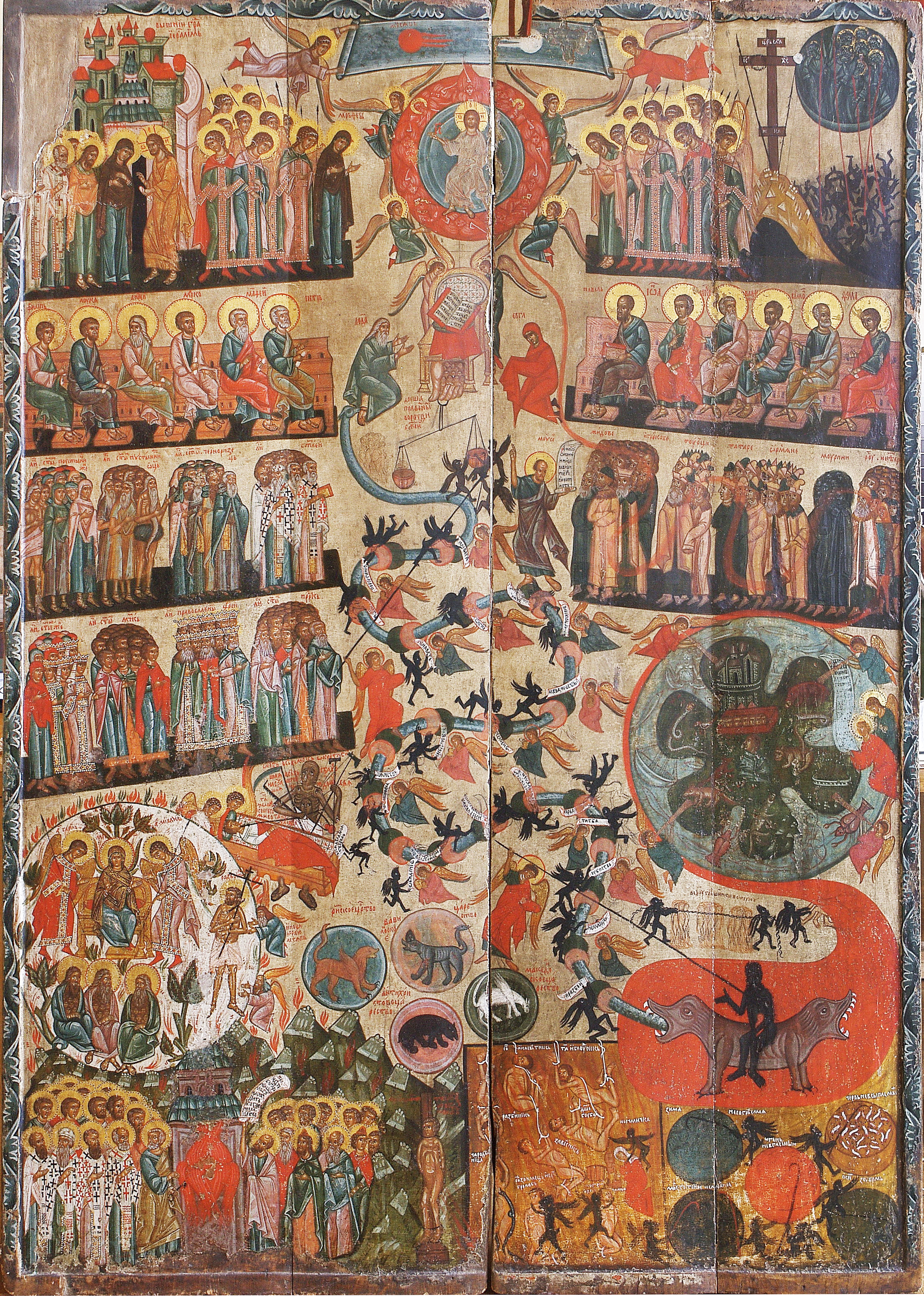
Ikone „Das Jüngste Gericht“ aus den 1560er Jahren, gemalt im Dorf Mschanez. Die zweitälteste Ikone zum Thema „Jüngstes Gericht“ in der Ukraine. Ein Denkmal herausragender künstlerischer Leistungen der ukrainischen sakralen Kunst. Heute befindet sie sich im Nationalmuseum in Lwiw, benannt nach Andrej Scheptyzkyj.